# خافيير باستوري
خافيير ماتياس باستوري (تلفظ بالإسبانية: ‎/xaˈβjeɾ maˈti.as pasˈtoɾe/‏؛ مواليد 20 يونيو 1989) هو لاعب كرة قدم أرجنتيني من أصل إيطالي،. وقد سبق له اللعب لعدة أندية أبرزها باليرمو وباريس سان جيرمان وروما ونادي قطر في مركز الوسط المهاجم.
بدأ خافيير مسيرته مع تاليريس ثم هوراكان في مسقط رأسه الأرجنتين قبل أن ينتقل إلى الدوري الإيطالي من بوابة نادي باليرمو في عام 2009 مقابل مبلغ قدرته الصحافة بـ4.7 مليون € حيث تألق هناك مع الفريق، وقاده لاحتلال المركز الخامس في الكالتشيو المؤدي للمشاركة في الدوري الأوروبي، وحصل معه على أفضل لاعب شاب في إيطاليا في موسمه الأول، وفي موسمه الثاني وصل مع الفريق لنهائي كأس إيطاليا قبل أن يخسره أمام الإنتر.

وفي عام 2011 تمكّن نادي باريس سان جيرمان الفرنسي من ضمه مقابل حوالي 42 مليون يورو حسب الصحافة الفرنسية مباشرة بعد استحواذ جهاز قطر للاستثمار على النادي.
بعد انتقاله لباريس أصبح باستوري أغلى لاعب في تاريخ الدوري الفرنسي، وخاض معه سبعة مواسم كاملة، حقق خلالها برفقة أمراء باريس عدّة ألقاب محلية، من ضمنها لقب الدوري الفرنسي خمس مرات، ولقب كأس فرنسا أربع مرات متتالية. قبل أن ينتقل صيف 2018 إلى نادي العاصمة الإيطالية روما مقابل مبلغ قارب 25 مليون يورو.
استُدعي باستوري لأول مرة للمنتخب الأرجنتيني في عهد المدرب دييجو مارادونا وشارك معه كبديل في مونديال 2010، قبل أن يشارك مع المدرب سيرخيو باتيستا في كوبا أمريكا 2011، لكن المدرب أليخاندرو سابيلا استبعده من المشاركة في مونديال 2014، قبل أن يُعيده لاحقا خيراردو مارتينو (تاتا) لصفوف المنتخب ويستدعيه للمشاركة في كوبا أمريكا 2015؛ حيث شارك أساسياً في جميع مباريات منتخب بلاده في البطولة التي خسرها «التانجو» لصالح تشيلي، فيما غاب عن جميع مباريات كوبا أمريكا المئوية التي خسرها أيضاً منتخبه لصالح تشيلي وبركلات الترجيح أيضاً بسبب تأثّره بالإصابة رغم وجوده على مقاعد البدلاء في جميع المباريات.

## المسيرة المبكرة
بدأ خافير باستوري مسيرته مع أشبال فريق مدينته الأم تاليريس كوردوبا في عام 2002 عندما كان في الثالثة عشر ولعب معهم لمدة خمس مواسم ما بين الفئات السنية قبل أن يقوم المدرب ريكاردو غاريكا بترقيته للفريق الأول في النادي عام 2007، حيث تواجد في صفوف الفريق الأول موسم 2007–2008.

## مسيرته الكروية

### تاليريس
بدأ مسيرته الاحترافية مع ناد محلي في الأرجنتين يدعى تاليريس وقد لعب معه لموسم واحد شارك في خمس مباريات مع الفريق بين عامي 2008–2009 ولم يُسجل أي هدف، لينتقل بعدها لنادي هوراكان مطلع موسم 2009–2010 مقابل نحو 400 ألف يورو.

### هوراكان
بدأ باستوري تألقه مع نادي هوراكان حيث بزغ نجمه هناك قبل أن يصل لسن العشرين عاما، وفي موسم واحد لعبه معاراً مع الفريق قدّم أداء ملفتاً حيث كان هو هدّاف الفريق ب7 أهداف في الدوري، وثلاث تمريرات حاسمة، وقد تألّق بشكل كبير في مباراة فريقه ضد ريفر بليت حيث سجل هدفاً أول من تسديدة من خارج منطقة الجزاء، أتبعه بهدف ثان بعد مهارة فردية رائعة ليساعد الفريق في فوز تاريخي بـ4–0، وهو أكبر فوز للفريق على الريفر خلال أكثر من 60 عاماً وهو ما حدى بمسؤولي نادي باليرمو الإيطالي لجلبه للنادي بصفقة كلفتهم حوالي 4,7 مليون يورو ابتداءً من موسم 09/2010.

### باليرمو

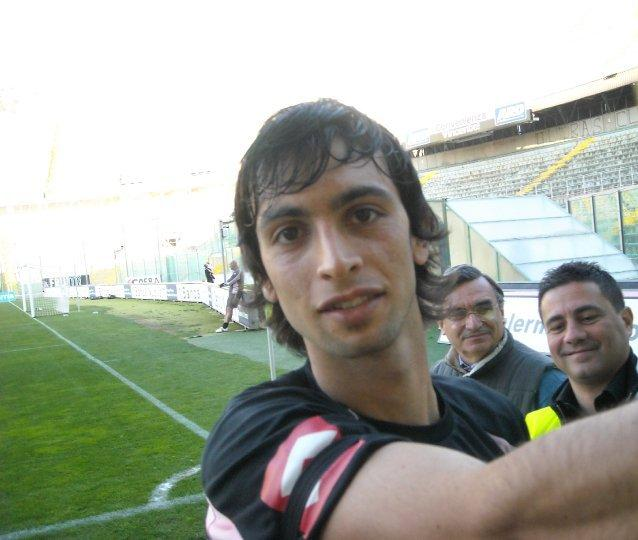
خافيير مع نادي باليرمو يوم 28 يونيو 2010

يوم 11 يوليو 2009 أعلن نادي باليرمو الإيطالي رسمياً توقيع عقد مع باستوري لمدة خمس سنوات حتى 30 يونيو 2014، في صفقة بلغت حوالي 4.7 مليون €.

وقبل انتقاله إلى نادي باليرمو كانت عدة صحف قد ربطته بكبرى الأندية الأوروبية، بما في ذلك مان يونايتد، بورتو، ميلان، وتشيلسي.

كان أول ظهور له مع باليرمو يوم 15 أغسطس في كأس إيطاليا، في حين كان ظهوره لأول مرة في دوري الدرجة الاولى الإيطالي بعد ذلك بثمانية أيام.

وبعد ذلك بحوالي شهر أظهر باستوري فنياته ضد فريق يوفنتوس عندما مرر كرة حاسمة لزميله (آنذاك في باليرمو والآن في باريس) إدينسون كافاني في الدقيقة الـ37 بعد أن اخترق الدفاع ممهداً الطريق لفريقه للفوز بـ2–0 ليتصدّر عناوين المواقع والصحف الوطنية في اليوم الموالي.

سجل باستوري أول أهدافه في الدوري الإيطالي في 30 يناير 2010 عندما خسر فريقه في مباراة مؤجلة أمام باري 2–4.

في أول موسم له مع باليرمو أثبت باستوري نفسه، ولعب مع الفريق في 35 مباراة ورغم أن معظمها كان في الشوط الثاني إلا أنه تمكّن من تسجيل ثلاثة أهداف ومرر 5 تمريرات حاسمة، تحت قيادة المدرب والتر زينغا في البداية، وفي وقت لاحق ديليو روسي الذي جعل منه لاعباً أساسيا، وكان يلعب عادة خلف ثنائي الهجوم في الفريق فابريتسيو ميكولي وإدينسون كافاني، وفي نهاية الموسم أشاد المشجعون والنقاد بأدائه حيث أصبح أحد ركائز الفريق الأساسية، ما حذا بإدارة النادي للتجديد للاعب وربطه بعقد طويل يمتدّ حتى صيف 2015 لقطع الطريق على الأندية الطامعة.

وبعد احتلال نادي باليرمو للمركز الخامس في الدوري شارك الفريق في بطولة الدوري الأوروبي بعد إزاحته لفريق ماريبور السلوفيني من الملحق، ليخرج من دور المجموعات بعد احتلاله المركز الثالث في المجموعة السادسة بسبع نقاط خلف تسيسكا موسكو وسبارتا براغ
 وحصل اللاعب على جائزة أفضل لاعب شاب في الكالتشيو في هذا الموسم. 

وفي موسمه الثاني أصبح ركيزة أساسية في الفريق وأحد نجوم الكالتشيو وشارك مع الفريق في 44 مباراة (في جميع المسابقات) تمكّن فيها من تسجيل 14 هدفاً وقام بتمرير 7 تمريرات حاسمة لزملائه وحقق مع فريقه هذا الموسم المركز الثامن في الدوري، ووصل لدور المجموعات من الدوري الأوروبي ولعب نهائي كأس إيطاليا الذي خسره لصالح إنتر ميلان بـ3–1.

وفي 14 نوفمبر عام 2010 سجل باستوري أول [هاتريك] في حياته في مباراة الديربي
ضد نادي كاتانيا عندما فاز فريقه بـ3–1.
في 30 يوليو 2011 أعلن رئيس باليرمو أنه قد تم الاتفاق على انتقال خافيير باستوري إلى عاصمة الأنوار وناديها باريس سان جيرمان في صفقة قياسية.

### باريس سان جيرمان
في 16 أغسطس 2011 أعلن نادي باريس سان جيرمان توقيعه مع باستوري بعقد يمتدّ لمدّة خمسة مواسم في صفقة قدرتها الصحافة بـ42 مليون يورو، ليرتدي القميص رقم 27.

#### موسم 2011–12

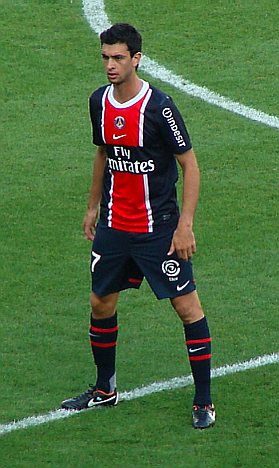
باستوري مع باريس سان جيرمان في شهر أغسطس 2011

بدأ خافيير باستوري اللعب مع باريس سان جيرمان بعد الانضمام إليه من نادي باليرمو، وبعد أن أصبح أغلى لاعب في الدوري الفرنسي وأعلى اللاعبين أجراً براتب شهري قدّرته الصحافة بنحو 350,000 يورو لعب باستوري أول مباراة له مع النادي الباريسي في الثامن عشر من شهر أغسطس عام 2011 وذلك أمام نادي ديفيردانج اللوكسمبورغي في الدور الأول من بطولة الدوري الأوروبي، حيث تألّق بشكل لافت وساهم في فوز فريقه برباعية نظيفة، بعد أن قدّم أداء مُبهراً وصنع هدفين من الأهداف الأربعة،
وفي 21 من نفس الشهر لعب أول مباراة له في الدوري الفرنسي ضد نادي فالينسيان (عندما فاز فريقه 2–1)،
وبعد ذلك بأسبوع لعب باريس سان جيرمان في ملعب نادي تولوز وتأخر النادي الباريسي بهدف أواخر الشوط الأول، ولكن الفريق قلب الطاولة في الشوط الثاني بثلاثة أهداف ساهم باستوري في الأول والثاني منها عندما مرر كرتين سحريتين لزميليه جاميرو وايردينج، وفي شهره الأول مع فريق عاصمة الأنوار تم اختياره من قبل جماهير النادي كأفضل لاعب في الشهر.

وتمكن من تسجيل أول هدف له مع فريقه في الحادي عشر من شهر سبتمبر في مرمى نادي بريست قاد به ناديه للفوز 1–0، وتمكّن في 24 من شهر سبتمبر من تسجيل ثُنائية في فوز فريقه على منافسه في ريادة الترتيب نادي مونبلييه بـ3–0،  وحصل على جائزة أفضل لاعب في شهر سبتمبر في الدوري الفرنسي، 

وساهم في عدّة أهداف في بقية الموسم، سواء بالتسجيل أو بالصناعة حيث سجل على أولمبيك ليون في 2 أكتوبر قاد بها فريقه للفوز 2–0، وسجل على موناكو وسانت ايتيان وليل ليُنهي باريس الموسم في المركز الثاني خلف مونبلييه البطل.

لعب باستوري في هذا الموسم 30 مباراة كأساسي، وثلاث مباريات بصفة احتياطية وساهم في 19 هدفاً لفريقه، حيث سجل 13 هدفاً وصنع ستة أهداف، وهي أفضل أرقامه مع النادي على الإطلاق.

#### موسم 2012–13

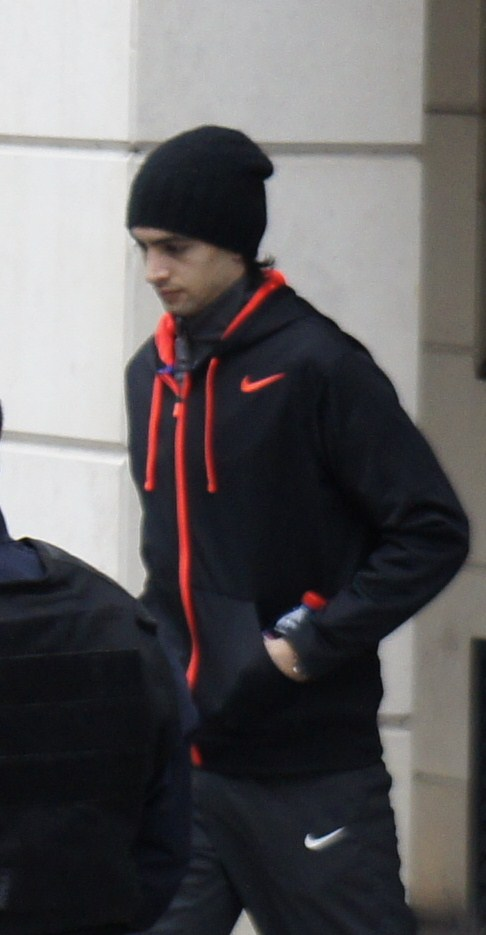
باستوري يوم 7 مارس 2013

مع مطلع الموسم أبرم النادي عدّة صفقات كُبرى، بدأت بالتعاقد مع المدافع البرازيلي تياغو سيلفا،  والسويدي زلاتان إبراهيموفيتش والهولندي غريغوري فان دير فيل  والإيطالي ماركو فيراتي  والأرجنتيني إزيكييل لافيتزي وانتهت بالتعاقد مع البرازيلي لوكاس مورا الذي انضم في يناير 2013، ليتبين أن طموحات النادي الذي تأهل لدوري أبطال أوروبا للمرة الأولى منذ سنوات قد كبُرت،

في الثاني من سبتمبر 2012 وفي الجولة الرابعة من الدوري الفرنسي ساهم باستوري في فوز فريقه على نادي ليل 2–1 عندما مرّر تمريرة حاسمة لزميله في الفريق زلاتان إبراهيموفيتش، وفي الثامن عشر من نفس الشهر لعب أول مباراة له في أعرق المسابقات الأوروبية (دوري أبطال أوروبا) ضد دينامو كييف وسجل هدف فريقه الرابع في المباراة التي انتهت بنتيجة 4–1 للباريسيين،  وسجل بعدها في عدة مناسبات، حيث سجل ضد سانت ايتيان، وضد تولوز في مبارايتين مُختلفتين وفي مسابقتين مختلفتين،

وبعد تصدّرهم لمجموعتهم في دوري الأبطال ومقارعة نادي فالنسيا في ثمن النهائي تمكّن باستوري من صناعة الهدف الأول لزميله ومواطنه ايزاكيل لافيتزي وتكفّل هو بتسجيل الهدف الثاني ليقود باريس للفوز في فالنسيا بهدفين لواحد، ويتمكّن الفريق الباريسي من بلوغ ربع النهائي بعد التعادل في باريس، حيث واجه البارسا، وبعد التعادل ذهاباً في حديقة الأمراء تمكّن باستوري من إحراز هدف التقدّم لفريقه في الإياب، قبل أن يتمكّن برشلونة من تسجيل التعادل والتأهل بفضل تسجيل هدفين خارج أرضه،

مع نهاية الموسم كان اللاعب قد ظفر بأول لقب له في الليج 1 والثالث لفريقه في التاريخ، ولعب باستوري في هذا الموسم ما مجمله 48 مباراة، مُسجلاً 9 أهداف، وصانعا مثلها.

#### موسم 2013–14

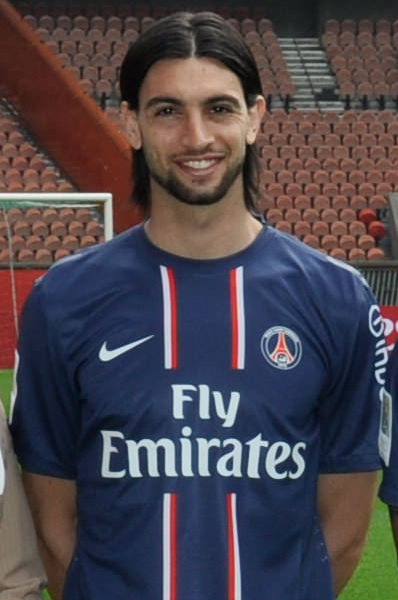
خافيير باستوري يوم 27 مايو 2013 قبل انطلاقة موسم 2013/2014

مع انطلاقة هذا الموسم تمكّن الباريسيون من الظفر بكأس الأبطال الفرنسي على حساب بوردو 2–1 في الوقت القاتل في النهائي الذي أقيم على ملعب دانغونج في مدينة ليبرفيل عاصمة الغابون،  لكن في هذا الموسم لعب خافيير مباريات أقل من الموسمين السابقين، وجلس على الدكة كثيراً، حيث لعب قرابة نصف المباريات بشكل احتياطي ، ورغم أنه قدّم أداء أقل من الموسم السابق إلا أنه تمكّن من وضع بصمته مُجددا في ربع نهائي دوري الأبطال، ففي الثاني من نيسان عام 2014 كان باريس سان جيرمان يلعب الدور ربع النهائي على ملعب بارك دي برينس ضد نادي تشيلسي الإنجليزي، وكان الفريق متقدما بـ2–1 عندما أخذ باستوري الكرة في الدقيقة الثالثة والتسعين وراوغ ثلاثة مدافعين وأسكن الكرة في مرمى الحارس بيتر تشيك لتنتهي المباراة 3–1،
قبل أن يخسر الباريسيون مباراة الإياب في لندن بهدفين نظيفين ويخرج من المُسابقة للمرة الثانية على التوالي من نفس الدور (ربع النهائي) وبنفس الطريقة (أفضلية تسجيل الأهداف خارج الأرض)،

وفي نهاية الموسم تمكّن باريس من المحافظة على لقب الدوري الفرنسي والظفر به للمرة الرابعة تاريخياً، والفوز ببطولة كأس الرابطة الفرنسية للمرة الرابعة في تاريخه أيضاً، لينفرد الفريق برقمها القياسي بعد فوزه على ليون في المباراة النهائية 2–1، ويحقق باستوري لقبه الرابع مع فريق العاصمة، وشارك هذا الموسم 42 مباراة، مسجلاً ثلاثة أهداف، وصانعاً مثلها.

#### موسم 2014–15

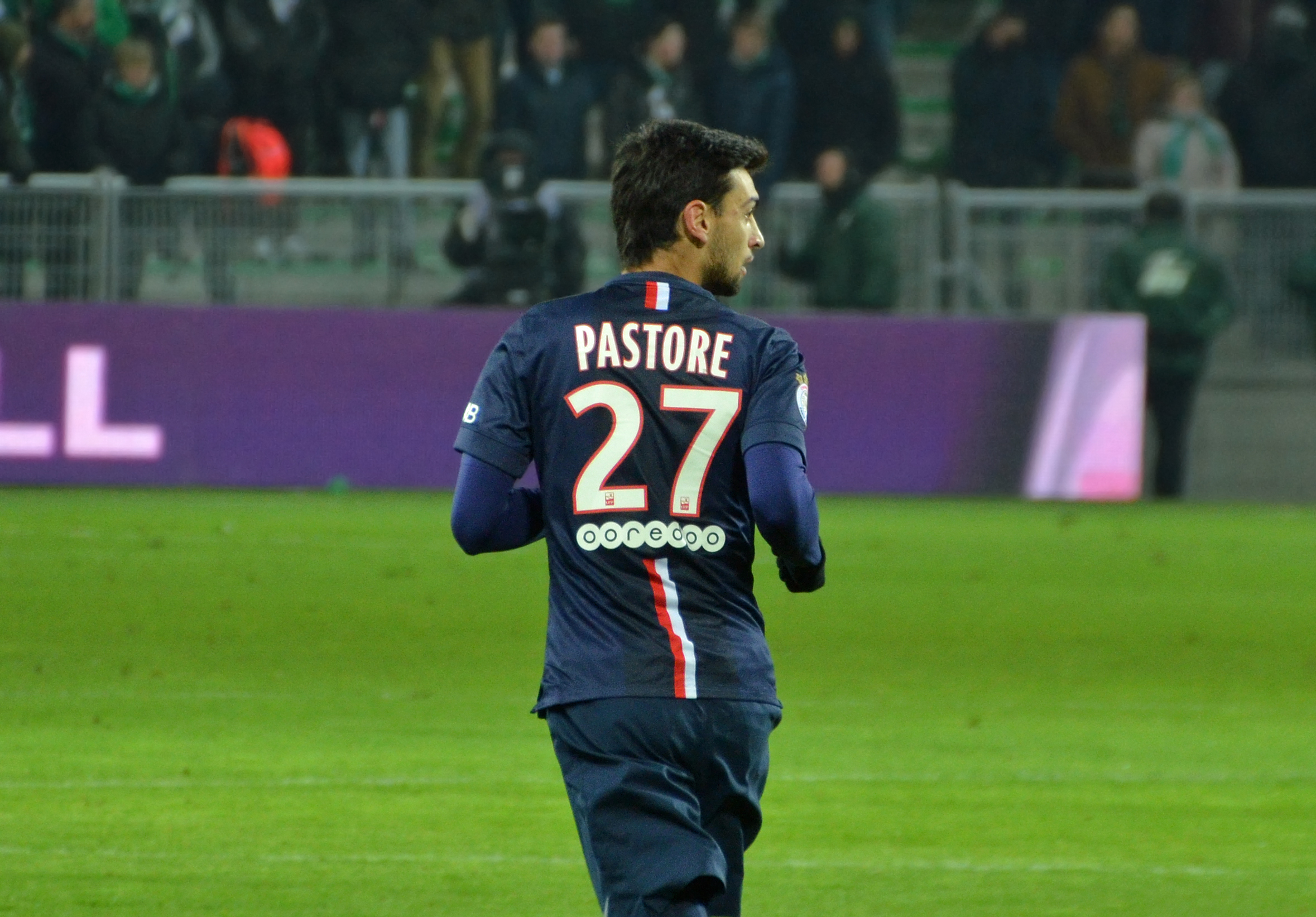
باستوري مع الـPSG يوم 25 يناير 2015 في مباراة ضد نادي سانت إتيان

انطلق موسم 2014–15 كسابقه بالنسبة لباستوري وزملائه بفوزهم بلقب كأس السوبر للمرة الثانية على التوالي وهذه المرة على حساب نادي غانغون على ملعب «وركرز» في العاصمة الصينية بكين وبهدفين لصفر  لكن هذا الموسم بدا مُغايراً للأرجنتيني الذي حضّر تحضيراً خاصاً لهذا الموسم، محاولاً استغلال الفرص الممنوحة له جراء غياب لاعب الوسط بليز ماتويدي، وحقق اللاعب بداية مثالية للموسم والتي توجت بحصوله على لاعب الشهر في الدوري الفرنسي في نوفمبر  وبعد تألقه أبدت عدّة أندية أوروبية كبيرة مساعيها حول ضمّ اللاعب مثل نادي ليفربول، ويوفنتوس الذي صرّح اللاعب أنه حاول ضمه لكنه فضل البقاء في باريس لشدّة رغبة النادي في بقائه، وريال مدريد الذي كان يقوده مدربه السابق كارلو أنشيلوتي، حيث سعى الأخير للمّ شمله باللاعب من جديد وحاولت الأندية استغلال اقتراب انتهاء عقد اللاعب مع باريس الذي كان ينتهي في صيف 2016، قبل أن ينجح الفريق الباريسي في تمديده حتى 2019  وزيادة راتبه ثلاثة أضعاف، سجل خمسة أهداف في الدوري هذا الموسم، حيث هز شباك نادي لانس، ميتز، إيفيان وتمكّن من هز مرمى نيس مرتين ليقود بها فريقه للفوز 3–1 في المباراة، وبعد المباراة أشاد صحفي إذاعة مونت كارلو الدولية دانيال ريولو بأداء باستوري حيث وصفه بأنه من «الطراز العالمي» وقام بصناعة 12 هدفاً في الدوري هذا الموسم  منهم هدفان عندما تألّق في في الانتصار التاريخي لفريقه على ليل بستة أهداف لواحد، ليُنهي باريس الموسم في المركز الأول ويتوج بلقب الدوري للمرة الثالثة توالياً ومنذ انضمام خافير للفريق والخامسة في تاريخ النادي، وفاز بكأس الرابطة، وأتبعه بلقب كأس فرنسا ليُكمل ثلاثية محلية «تاريخية» ويُكمل أربعة ألقاب في الموسم (بإضافة كأس السوبر الذي فاز به مع انطلاقة الموسم).

ومع وصوله مرة أخرى لربع نهائي دوري أبطال أوروبا للمرة الثالثة توالياً وتحقيقه لأربعة ألقاب، يعتبر موسم باستوري ناجحاً بكل المقاييس مع النادي الباريسي الذي وصلت ألقابه منذ انضمام الأرجنتيني لثمانية ألقاب محلية، وشارك باستوري في 51 مباراة في هذا الموسم مع العملاق الباريسي واختير ضمن التشكيلة المثالية للدوري الفرنسي في هذا الموسم والتي ضمت خمسة لاعبين من باريس سان جيرمان، فضلا عن دخوله قائمة الأربعة المرشحين لجائزة أفضل لاعب في الليج 1 المقدّمة من الرابطة الفرنسية لكرة القدم إلى جانب زميليه في الفريق زلاتان إبراهيموفيتش وماركو فيراتي بالإضافة للاعب ليون ألكسندر لاكازيت.

#### موسم 2015–16

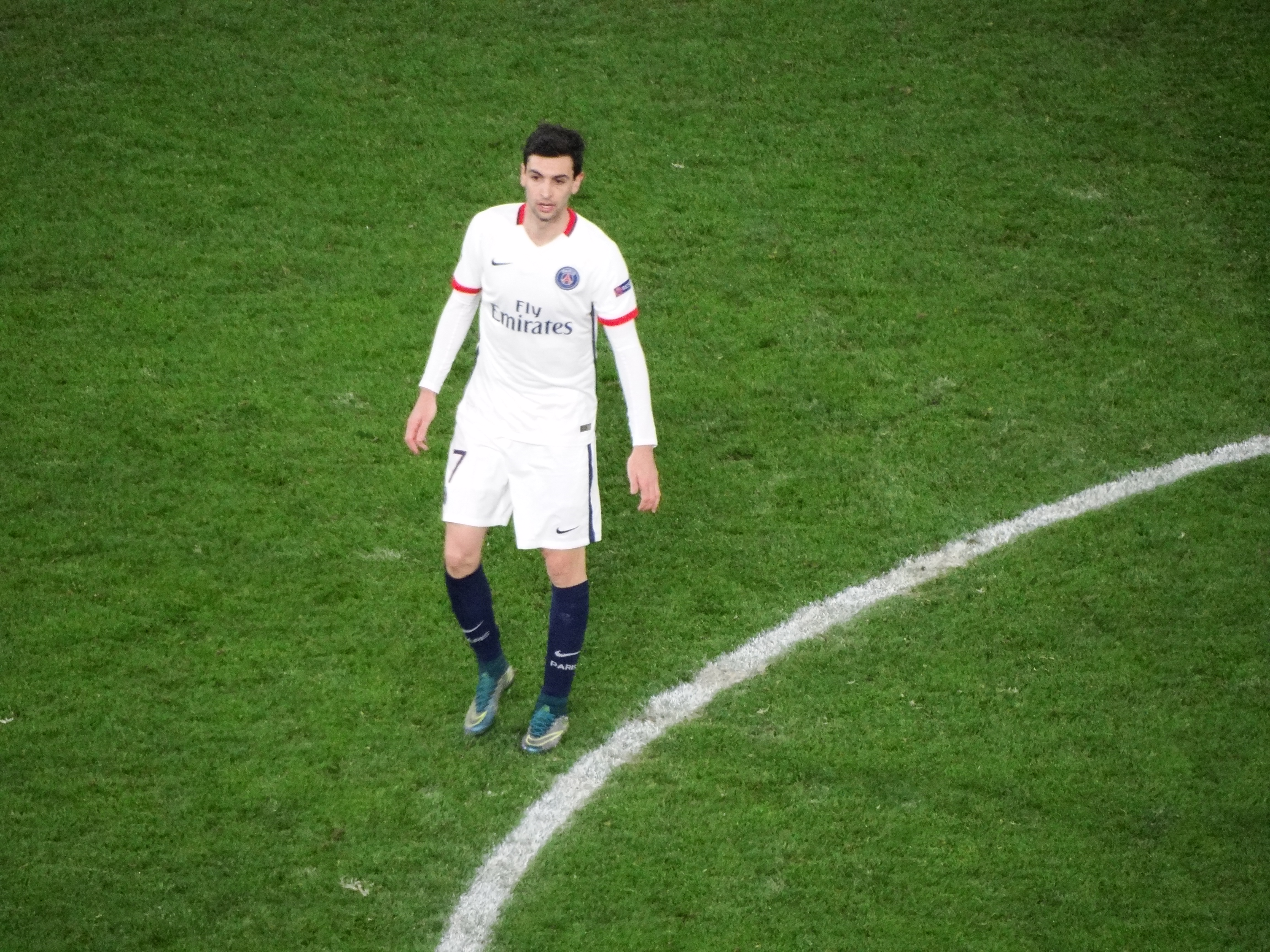
باستوري يوم 9 مارس 2016 في مباراة ضد نادي تشيلسي في دوري أبطال أوروبا في لندن

بدأ باريس الموسم كما بدأ سابقيه، حيث توج بكأس الأبطال للمرة الثالثة توالياً على حساب أولمبيك ليون 2–0 وغاب باستوري عن اللقاء،  وغاب لفترة طويلة من هذا الموسم بسبب إصابته في الساق  ولعب مع الفريق في 26 مباراة فقط، منها 15 مباراة لعبها بشكل أساسي، وساهم في الفوز التاريخي والقياسي على فريق تروا بـ9–0 حيث سجل هدفاً وصنع آخر ليضمن فريقه الفوز باللقب للمرة السادسة في تاريخه والرابعة توالياً،  وقد اختير ضمن فريق الأسبوع في الدوري الفرنسي في هذه الجولة، ولعب باستوري في الإياب ضد مانشستر سيتي في دوري الأبطال عندما خرج فريقه من جديد من ربع نهائي البطولة للمرة الرابعة توالياً،

في نصف نهائي كأس فرنسا لعب باريس سان جيرمان ضد نادي لوريان ودخل باستوري في الشوط الثاني مع لوكاس مورا لتنشيط خط وسط الفريق الذي كان متعادلاً من دون أهداف حتى الربع ساعة الأخيرة من المباراة حينما تمكّن ابراهيموفيتش من تسجيل هدف الفوز والتأهل للنهائي،
وفي كأس الرابطة الفرنسية قاد باستوري وزميله ومواطنه أنخيل دي ماريا فريقهما للظفر بكأس البطولة للمرة الثالثة توالياً والسادسة في تاريخه بتسجيلهما لهدفي المباراة التي تغلبوا فيها على ليل «بعشرة لاعبين» بنتيجة 2–1، وحصل باستوري على أفضل لاعب في المباراة،

وأنهى موسمه الخامس مع باريس سان جيرمان والذي سجل خلاله 3 أهداف وصنع خمسة من أصل 24 مشاركة؛ بتحقيقه بطولة كأس فرنسا على حساب الغريم مرسيليا بأربعة أهداف لاثنين رغم غيابه في آخر لحظة قبل المباراة بسبب الإصابة، ليكمل 12 لقباً مع الفريق منذ انضمامه.

#### موسم 2016–17
مع بداية موسم 2016–17 قام باستوري بتغيير رقمه مع باريس سان جيرمان من الرقم 27 إلى الرقم 10 الذي كان يرتديه زميله السابق زلاتان إبراهيموفيتش الذي انتقل عن الفريق بعد نهاية عقده، وظهر بالرقم لأول مرة في المباراة الودية أمام ريال مدريد في إطار استعدادات الموسم الجديد الذي انطلق رسمياً يوم 6 أغسطس 2016 في مباراة كأس الأبطال الفرنسي 2016 على ملعب «هيبو أرينا» بمدينة كلاينفورت النمساوية، حيث فاز الفريق بالبطولة للمرة الرابعة على التوالي في مباراة تألّق فيها باستوري بشكل لافت بتسجيله لهدف افتتاح النتيجة وصناعته لهدفين آخرين من الأهداف الأربعة التي سحق بها البي اس جي فريق أولمبيك ليون (4–1).

وفي الفترة اللاحقة عانى اللاعب من تذبذبٍ في المستوى، وأعاقته الإصابات المتكرّرة والمزمنة، وكذلك الغياب لأسباب فنية من قِبل المدرب الإسباني للنادي الباريسي أوناي إيمري ليصوم عن التهديف مع الفريق لمدة قاربت الستة أشهر، حتى عاد وسجّل في مرمى نادي نيور المنافس في دوري الدرجة الثانية الفرنسي في بطولة كأس فرنسا مطلع شهر مارس 2017، وخلال فترة الستة أشهر هذه (أكثر من ثلثيْ الموسم الكروي) شارك باستوري في اثنتيْ عشرة مباراة فقط في جميع المسابقات مع أمراء باريس، بواقع سبع مباريات في الدوري واثنتين في دوري الأبطال، ومثلها في كأس فرنسا وواحدة في كأس الأبطال (السوبر).

في الثلث الأخير من الموسم كان تواجد «الفلاكو» مع الباريسيين أكثر، حيث خاض مع الفريق أكثر ممّا خاضه في بقية الثلثيْن الآخريْن، وساهم في احتفاظ الفريق بلقبيْه في كأس فرنسا وكأس الرابطة رغم خروجه من ثمن نهائي الأبطال لأول مرة منذ خمسة مواسم، ورغم خسارته للدوري لصالح موناكو لأول مرة منذ خمس سنوات أيضاً.

وخاض خلال هذا الموسم 23 مباراة مع الباريسيين في جميع المسابقات، مسجّلاً ثلاثة أهداف وصانعاً تسعة.

#### موسم 2017–18
مع بداية هذا الموسم حقق باستوري مع النادي الباريسي بطولة كأس الأبطال الفرنسي (السوبر) مجدداً، حيث شارك أساسيا في المباراة التي فازوا بها ضد فريق الإمارة موناكو بهدفين لواحد.

وفي نهاية شهر مارس تُوِّج الفلاكو مع فريقه بكأس الرابطة الفرنسية للمرة الخامسة للاعب توالياً والثامنة في تاريخ النادي حيث شارك بديلاً في المباراة النهائية التي فاز بها الفريق أمام موناكو بثلاثية نظيفة.
وخلال هذا الموسم حقق باستوري لقب الدوري الفرنسي مجدّدا رفقة الـPSG حيث تألّق في مباراة حسم اللقب وصنع ثلاثة أهداف ضمن الأهداف السبعة التي فاز بها فريقه ضدّ حامل اللقب نادي موناكو. قبل أن يُكمل الرباعية المحلية الثالثة له مع النادي الباريسي خلال أربعة أعوامٍ بالفوز بلقب كأس فرنسا (إضافة للرابطة والدوري والسوبر)، وجاء لقب الكأس الرابع على التوالي هذه المرة على حساب نادي ليزيربييه من الدرجة الفرنسية الثالثة بهدفين نظيفين، حيث شارك الفلاكو في نهاية الشوط الثاني من المباراة.
تجديد العقد
في بداية يونيو 2015 جدد باستوري تعاقده مع النادي الباريسي لمدة 3 مواسم جديدة، ليمتدّ عقده حتى صيف 2019، ليقطع الفريق الفرنسي الطريق بذلك على عدة أندية أوروبية كانت تسعى للتعاقد مع اللاعب، ولمكافئته على أحد أفضل مواسمه مع الفريق على الإطلاق. وقد كشفت إحدى الصحف الفرنسية أواخر عام 2016 عن راتبه مع الفريق، حيث يبلغ (حسب الصحيفة) 770 ألف يورو في الشهر (9.24 مليون يورو في السنة) ليحتلّ به المركز الرابع في قائمة أعلى رواتب لاعبي الدوري الفرنسي.
تغيير الرقم
في الرابع والعشرين من يوليو 2016 ظهر باستوري للمرة الأولى بالقميص رقم 10 في فريقه باريس سان جيرمان بدلاً من الرقم 27 بعد رحيل حامل الرقم السابق السويدي زلاتان إبراهيموفيتش عن الفريق في مباراة ودية هي الأولى للفريق في إطار استعداداته للموسم الكروي 2016–17، قبل أن يعود ويُهدي الرقم مع بداية الموسم التالي لزميله الجديد، البرازيلي نيمار الذي انتقل للفريق صيف 2017 ورجع «الفلاكو» للرقم 27.

### روما
في 26 يونيو 2018 انتقل باستوري إلى نادي روما الإيطالي لمدة خمسة أعوام، مقابل مبلغ 24.7 مليون يورو، واحتفظ بالرقم 27 الذي كان يرتديه رفقة باريس سان جيرمان قبل ذلك. وقال باستوري حينها أنه اختار روما لأنه فريق رائع، يقع في مدينة رائعة، وقد جاء اختيار خافيير للذئاب رغم حصوله على عروض مهمة، لعلّ أبرزها هو عرض نادي وست هام يونايتد المنافس ضمن أندية الدوري الإنجليزي الممتاز.

## مسيرته الدولية

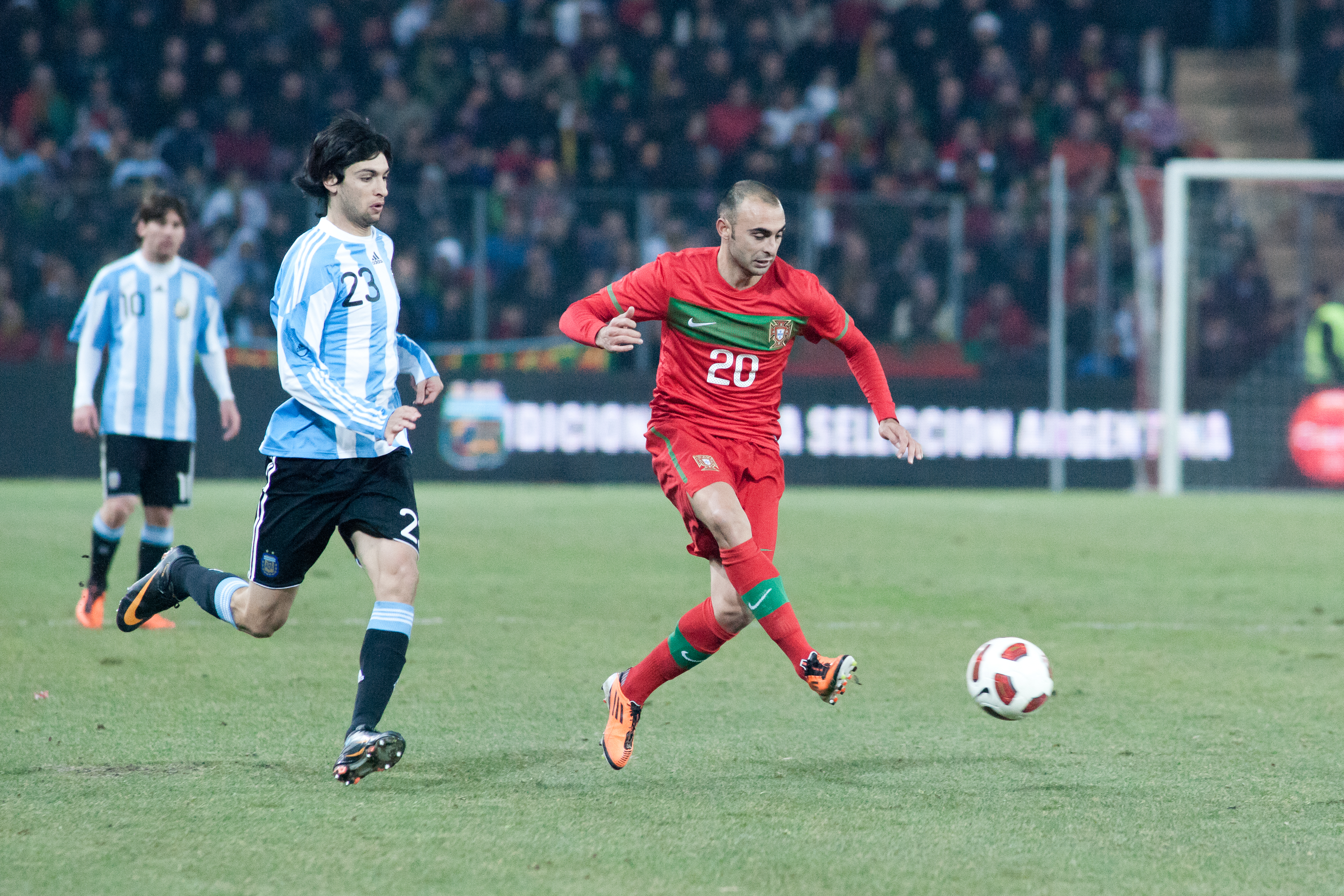
باستوري في مباراة مع منتخب الأرجنتين ضد منتخب البرتغال يوم 9 فبراير 2011 في مباراة ودية

بعد أن تألق باستوري في أول موسم له في دوري الدرجة الأولى الإيطالي قام المدرب الأرجنتيني وأسطورة كرة القدم دييغو مارادونا بدعوته لتمثيل المنتخب، وشارك لأول مرة في مباراة ودية (غير معترف بها من قبل الفيفا) يوم 22 ديسمبر 2009 ضد منتخب كاتالونيا على ملعب الكامب نو، حيث نزل في الشوط الثاني وسجل هدفا من هدفي منتخب بلاده الذي خسر اللقاء بـ4–2،  وقام مارادونا باستدعائه مرة أخرى لتمثيل منتخب بلاده ضد منتخب ألمانيا في مباراة ودية استعدادية لكأس العالم 2010 يوم 3 مارس 2010 في ملعب الآليانتس أرينا ولكنه لم يُشارك في المباراة التي فاز بها منتخب بلاده بهدف هيغوايين،

كانت أول مباراة يلعب فيها (معترف بها) هي مباراته ضد منتخب كندا يوم 25 مايو 2010، حين دخل بديلا للاعب برونو جراسي في الدقيقة 74' في المباراة الدولية الودية التي انتهت بفوز الأرجنتين 5–0.

### كأس العالم 2010
في التاسع عشر من شهر مايو 2010 أعلن المدرب الأرجنتيني –آنذاك– دييجو مارادونا عن تشكيلته النهائية المكونة من 23 لاعباً والتي ستخوض نهائيات كأس العالم 2010 في جنوب أفريقيا حيث ضمت خافيير الذي كان يستعد للاحتفال بعيد ميلاده الحادي والعشرين آنذاك،

وفي يوم 22 يونيو 2010 وبعد يومين من عيد ميلاد باستوري الواحد والعشرين أهداهُ المدرب مارادونا أول مشاركة له في كأس العالم، عندما حلّ محلّ المهاجم سيرجيو أغويرو في تشكيلة التانجو عند الدقيقة 77' ضد منتخب اليونان، وفاز المنتخب الأرجنتيني بالمباراة بنتيجة 2–0،
وفي 27 يونيو دخل بديلاً مرة أخرى ضد المكسيك في الدور ثمن النهائي وهذه المرة في مكان ماكسي رودريغيز في الدقيقة 87' عندما فاز منتخب التانجو بالمباراة 3–1. وتأهل لربع النهائي، قبل أن يخرج أمام ألمانيا

### كوبا أمريكا 2011
أقيمت النسخة الثالثة والأربعون من المسابقة على الأراضي الأرجنتينية في الفترة ما بين 3 يوليو وحتى 24 يوليو 2011، وقد ضمت التشكيلة المستدعاة من طرف المدرب سيرخيو باتيستا للبطولة اللاعب باستوري،

في المباراة الثالثة للمنتخب في الكوبا ضد منتخب كوستاريكا قام المدرب بإشراك باستوري قبل عشر دقائق من نهاية المباراة مكان أنخل دي ماريا، وفاز رجال باتيستا بثلاثية نظيفة أخذتهم لدور ربع النهائي،

في ربع النهائي واجه التانجو منتخب أوروجواي وانتهت المباراة بالتعادل الإيجابي 1–1، في اللقاء الذي شارك فيه خافيير منذ الدقيقة 73' مكان دي ماريا أيضاً، وبعد انتهاء الوقتين الأصلي والإضافي احتكم الفريقان لركلات الترجيح والتي أقصت أصحاب الأرض من البطولة.

### كأس العالم 2014
في فترة قيادة المدرب أليخاندرو سابيلا لم يتمّ استدعاء اللاعب للمنتخب بشكل كبير، واستبعده من القائمة المشاركة في مونديال البرازيل 2014، وكان استبعاده وزميله كارلوس تيفيز بمثابة مفاجئة تشكيلة سابيلا، حيث كان على رأس قائمة أغلى اللاعبين المُستبعدين من المونديال البرازيلي، 

### كوبا أمريكا 2015
بعد تولي المدرب خيراردو مارتينو "تاتا" دفة القيادة أعاد استدعاء باستوري مجددا للمنتخب الوطني في أكتوبر 2014،  ومنذ ذلك الحين وهو يعتمد عليه في المنتخب؛ حيث استدعاه للمشاركة في بطولة كوبا أمريكا في تشيلي 2015، واعتمد عليه تاتا في تشكيلته ولعب به في جميع مباريات الكوبا بشكل أساسي وكان أحد أبرز نجوم المنتخب وساهم في وصوله للمباراة النهائية وحينها قال عنه المعلق الأرجنتيني ولاعب خط الوسط السابق في صفوف التانجو دييجو لاتوري إنه «الحلقة التي كانت مفقودة» في المنتخب وأشادت الصحف الأرجنتينية بأدائه في البطولة وخاصة بتناغمه مع النجم ليونيل ميسي؛ حيث وُصف بأنه بمثابة إنييستا جديد للاّعب في المُنتخب (إنييستا زميل ميسي في البارسا)،

في المباراة الافتتاحية للمنتخب في البطولة يوم 13 يونيو 2015 شارك أساسياً في التعادل مع البارجواي بهدفين لمثلهما حيث استُبدل في الدقيقة 75' ليحلّ محلّه المُهاجم كارلوس تيفيز.

وفي 16 يونيو شارك أساسيا في المباراة الثانية ضد منتخب الأروجواي قبل أن يتم استبداله في الدقيقة 79' باللاعب إيفر بانيغا في المباراة التي كسبها «رجال تاتا» بهدف سيرجيو أغويرو، وبعد المباراة أشاد المدرب جيراردو مارتينو بأداء اللاعب وقال بأنه قدّم مباراة جيدة للغاية، وأنه كان دائمًاً يختار لنفسه الأماكن المناسبة لاستلام الكرة بأريحية أكبر مقارنة بلقاء باراغواي الأول، وأضاف أنه حافظ خلال اللقاء على مستوى بدني مرتفع مقارنة بزملائه الذين تراجع مستواهم البدني في آخر المباراة.

وفي يوم 20 يونيو وفي المباراة الختامية لدور المجموعات لعب باستوري أساسياً في المباراة ضد جامايكا والتي كسبها منتخب التانجو بهدف غونزالو هيغواين، وتمّ استبداله في الدقيقة 59' باللاعب بيريرا.

وفي يوم 26 يونيو: واجه منتخب التانجو منتخب كولومبيا في الدور ربع النهائي ولعب أساسياً في المباراة التي انتهت بفوز فريقه بركلات الترجيح 5–4 بعد التعادل السلبي في المباراة التي استُبدل فيها خافير ببانيجا مجدداً في في الدقيقة 77'.

وفي نصف النهائي يوم 30 يونيو 2015 واجه المنتخب الأرجنتيني منتخب البارجواي مرة أخرى (بعد التعادل الإيجابي 2–2 في افتتاح مبارياتهما في الدور الأول) وتجاوزه الأرجنتيني بستة أهداف لواحد، حيث لعب باستوري أساسياً وسجل في المباراة وصنع أيضاً قبل أن يتم استبداله ببانيجا في الدقيقة 77'.

في الرابع من يوليو أقيمت المباراة النهائية للبطولة بين منتخب تشيلي مستضيف البطولة ومنتخب الأرجنتين وظهر في التشكيلة الأساسية لمنتخب التانجو للمرة السادسة (جميع مباريات البطولة)، وتمّ استبداله بإيفر بانيغا للمرة الرابعة في البطولة عند الدقيقة 81'، قبل أن تذهب المباراة للأشواط الإضافية بعد التعادل السلبي، ثم لركلات الترجيح التي ابتسمت لأصحاب الأرض في النهاية بنتيجة 4–1.

### كوبا أمريكا المئوية 2016
تمّ استدعاء باستوري للعب في بطولة كوبا أمريكا المئوية التي أقيمت في الولايات المتحدة من قبل المدرب خيراردو مارتينو، لكن مشاركته اقتصرت على الجلوس في مقاعد البدلاء، إذ لم يُشركه المُدرب في أي من مباريات المنتخب لعدم جاهزيته البدنية حيث كان راجعا من الإصابة وقتها.

## أسلوبه في اللعب
يعرف باستوري بأسلوبه الأنيق والإبداعي، ويعتمد على المهارة الفردية بشكل كبير، حيث يبرع في الاختراقات وإزعاج دفاعات الخصوم، يجيد اللعب في مركز صانع ألعاب متقدّم، وفي عدّة أدوار هجومية، حيث يجيد التسجيل وصناعة الأهداف،
على الرغم من أنه يلعب عادة في خط الوسط، ويلعب كخط وسط متقدّم نظراً لرؤيته وقدرته على التسديد من مسافات بعيدة، إلاّ أنه قادر على اللعب في مركز الجناح وكمهاجم ثان أو حتى كرأس حربة، فهو لاعب يعطي الكثير من الحلول لامتلاكه نظرة ثاقبة داخل الملعب، ويمتاز أداء خافيير بالمتعة وبالمراوغات والتحركات الساحرة حيث صُنف في المركز الخامس كأكثر اللاعبين سحراً في تاريخ الدوري الفرنسي حسب استفتاء أجرته مجلة فرانس فوتبول الشهيرة،

يقارن أسلوب لعب باستوري بلاعبين كبار مثل أسلوب قدوته ريكاردو كاكا، والفرنسي زين الدين زيدان، الذي شبه بلاتيني طريقة لعب باستوري بطريقته، وبالنجم إنزو فرانسيسكولي أحد مُلهمي باستوري في عالم كرة القدم،
يُلقب باستوري عادة بـ"El Flaco" (مثلما كان إنزو فرانسيسكولي يلقب قبل ذلك)، ويرجع ذلك إلى قامته الفارعة وجسده النحيل،

الأسطورة الأرجنتينية دييجو مارادونا مدرب منتخب التانجو في عام 2010 وصف خافيير بأنه بمثابة «الولد الشقي» في عالم كرة القدم.
مثله الأعلى
المثل الأعلى لباستوري هو اللاعب البرازيلي ريكاردو كاكا الذي قال خافيير أنه كان يُحاول فعل الأشياء التي يفعلها داخل الملعب، وقال أنه يكاد يصل للكمال الكروي، وقال أيضا أنه كان مُعجبا في صغره بالإيطالي إنزو فرانسيسكولي،  ويعجبه مواطنه خوان رومان ريكيلمي؛ الذي وصفه بأنه «شخص عظيم»، وقد التقط معه صورة في عام 2004 عندما كان يخوض اختبارات مع نادي فياريال (حيث كان يلعب ريكيلمي آنذاك)، ولا زال يحتفظ بتلك الصورة التي يعتبرها كالكنز، وبالنسبة للمدربين فقد قال اللاعب أنه يحترم المُدرب الأرجنتيني مارسيلو بيلسا، مؤكداً أنه شخصية شهيرة ومحترمة، وبأنه يتمنى أن يحظي بشرف التدريب تحت قيادته يوماً ما، واصفاً إياه بالـ«سبيشالست» أو المتخصص.

## خارج كرة القدم

### حياته الشخصية

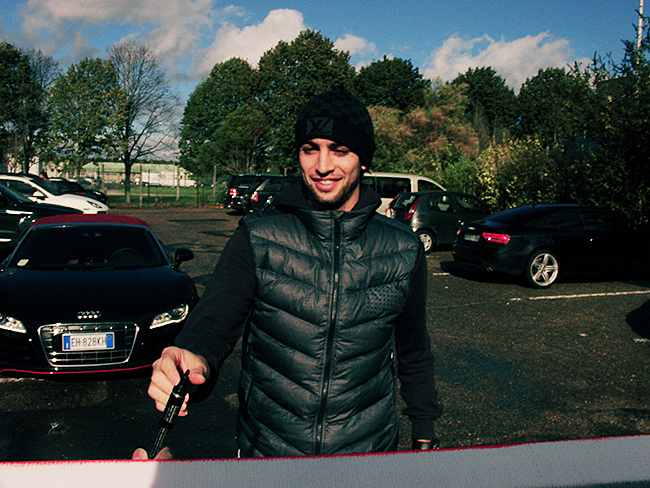
خافيير باستوري 2012

تنحدر عائلة باستوري من أصول إيطالية، حيث كانت تقطن في بلدة صغيرة في «فولفيرا» (Volvera)، بالقرب من مدينة تورينو،  لديه ثلاثة أشقاء،  أخوه الأصغر، خوان يلعب في مركز تدريب نادي باليرمو،

أسّس خافير بالاشتراك مع زميله في المنتخب إيفر بانيغا جمعية غير ربحية أسموها «Soplo de Vida» تهتمّ بمرضى الكلاب،

باستوري مرتبط عاطفياً منذ عام 2010 مع الإيطالية كييرا بيكوني التي قال عنها بأنها ساعدته على حب باريس، ولديهما ابنة واحدة.

في مايو 2012 ظهر باستوري في إعلان لشركة نايكي الخاصة بالملابس والتجهيزات الرياضية إلى جانب كل من زميله آنذاك في باريس سان جيرمان مامادو ساكو والإيطالي ماريو بالوتيلي ومنذ ذلك الحين وهو يرتدي أحذية الشركة، التي وقعت عقد شراكة مع اللاعب كما أنها من رعاة فريقه باريس سان جيرمان.

كان باستوري يُفضل اللعب بالقميص رقم 16، ولكنه اختار الرقم 27 تقديراً لوالدته باتريسيا، صاحبة الفضل الأكبر في نجاحه والتي شجعته من على مقعدها المتحرك حتى انطلق في عالم كرة القدم، قبل أن يُغيّره مع انظلاقة موسم 2016/2017 إلى الرقم 10 بعد رحيل السويدي زلاتان إبراهيموفيتش عن صفوف باريس سان جيرمان،

باستوري من أقرب الأصدقاء لمواطنه ليونيل ميسي داخل عالم كرة القدم، وفي الغالب عندما يكونان في معسكر منتخب بلادهما يكونان معاً وقد أثنى ليونيل على خافيير وقال مرة أنه أصبح يُشجع باريس سان جيرمان بسببه، وقد أكّد باستوري في أكثر من مرة أنه يعتبر النجم الأرجنيتي ليونيل ميسي أفضل لاعب في العالم وقال بأنه يلعب في المنتخب كي يجعل مهمّة ميسي ودي ماريا أسهل:
بعد هجمات باريس الدموية التي حدثت في نوفمبر 2015 وخلفت وراءها 129 قتيلا، صرّح باستوري بوفاة اثنين من أصدقائه في الهجمات، حيث كانا يملكان مطعماً يبعد حوالي 300 متراً من منزله، حين تواجدا داخل قاعة «باتاكلان» المسرحية أثناء الهجمات وقد أكّد اللاعب بأن العودة لمدينة باريس بعد هذه الهجمات «أمر صادم»:

### التهرب الضريبي
في الثامن من ديسمبر عام 2016 كشفت مستندات مسربة نشرها موقع (فوتبول ليكس) المتخصّص في تسريب العقود والصفقات السرية في كرة القدم تورّط خافيير وزميله في النادي والمنتخب أنخل دي ماريا في قضية تهرب ضريبي تتعلّق بإخفاء إيرادات إعلاناتهما في بعض دول «الملاذ الضريبي» عبر مجموعة من شركات وهمية من أجل تجنب دفع إحدى أكبر الضرائب في أوروبا،

وتشير التحقيقات في المستندات إلى أن باستوري قام بإخفاء مبلغ 1.9 مليون يورو حصل عليها من الإعلانات عبر إنشاء شركة وهمية في الأوروغواي (حسب الوثيقة المُسرّبة).

وبعد أقلّ من أسبوعين على نشر المستندات المُسرّبة أعلنت النيابة الفرنسية عن فتح تحقيق في الموضوع على خلفية انتشار هذه التسريبات إعلامياً.

وبعد ذلك قامت الجهات القضائية في مايو 2017 بحملة تحقيق واسعة شملت تفتيشاً لمقر النادي الباريسي ومنزل اللاعب من أجل البحث عن أدلّة متعلّقة بالموضوع، دون أن تُسفر التحقيقات عن أيّ إدانة أو حتى محاكمة في حق اللاعب حتى الآن.

## الإحصائيات

### مع النادي
آخر تحديث 28 يونيو 2020.
| النادي           | الموسم   | الدوري | الدوري  | الكأس  | الكأس   | قاري   | قاري    | المجموع | المجموع |
| النادي           | الموسم   | الظهور | الأهداف | الظهور | الأهداف | الظهور | الأهداف | الظهور  | الأهداف |
| ---------------- | -------- | ------ | ------- | ------ | ------- | ------ | ------- | ------- | ------- |
| تاليريس كوردوبا  | 2006–07  | 5      | 0       | 0      | 0       | —      | —       | 5       | 0       |
| تاليريس كوردوبا  | المجموع  | 5      | 0       | 0      | 0       | —      | —       | 5       | 0       |
| هوراكان          | 2007–08  | 1      | 0       | 0      | 0       | —      | —       | 1       | 0       |
| هوراكان          | 2008–09  | 30     | 8       | 0      | 0       | —      | —       | 30      | 8       |
| هوراكان          | المجموع  | 31     | 8       | 0      | 0       | —      | —       | 31      | 8       |
| باليرمو          | 2009–10  | 34     | 3       | 3      | 0       | —      | —       | 37      | 3       |
| باليرمو          | 2010–11  | 35     | 11      | 4      | 1       | 6      | 1       | 45      | 13      |
| باليرمو          | المجموع  | 69     | 14      | 7      | 1       | 6      | 1       | 82      | 16      |
| باريس سان جيرمان | 2011–12  | 33     | 13      | 3      | 1       | 7      | 2       | 43      | 16      |
| باريس سان جيرمان | 2012–13  | 34     | 4       | 4      | 2       | 10     | 3       | 48      | 9       |
| باريس سان جيرمان | 2013–14  | 29     | 1       | 6      | 1       | 6      | 1       | 41      | 3       |
| باريس سان جيرمان | 2014–15  | 34     | 5       | 7      | 1       | 10     | 0       | 51      | 6       |
| باريس سان جيرمان | 2015–16  | 16     | 2       | 4      | 1       | 6      | 0       | 26      | 3       |
| باريس سان جيرمان | 2016–17  | 15     | 0       | 6      | 3       | 2      | 0       | 23      | 3       |
| باريس سان جيرمان | 2017–18  | 25     | 4       | 9      | 1       | 3      | 0       | 37      | 5       |
| باريس سان جيرمان | المجموع  | 186    | 29      | 39     | 10      | 44     | 6       | 269     | 45      |
| روما             | 2018–19  | 14     | 3       | 2      | 1       | 1      | 0       | 17      | 4       |
| روما             | 2019–20  | 11     | 0       | 0      | 0       | 4      | 0       | 15      | 0       |
| روما             | المجموع  | 25     | 3       | 2      | 1       | 5      | 0       | 32      | 4       |
| الإجمالي         | الإجمالي | 316    | 54      | 48     | 12      | 55     | 7       | 419     | 73      |

### المنتخب
آخر تحديث 7 سبتمبر 2017.
| المنتخب الوطني | السنة   | لعب | هدف |
| -------------- | ------- | --- | --- |
| الأرجنتين      | 2010    | 4   | 0   |
| الأرجنتين      | 2011    | 7   | 0   |
| الأرجنتين      | 2012    | 0   | 0   |
| الأرجنتين      | 2013    | 0   | 0   |
| الأرجنتين      | 2014    | 3   | 0   |
| الأرجنتين      | 2015    | 8   | 2   |
| الأرجنتين      | 2016    | 0   | 0   |
| الأرجنتين      | 2017    | 2   | 0   |
| المجموع        | المجموع | 29  | 2   |

#### الأهداف الدولية
| الهدف | التاريخ       | الملعب                                   | الخصم     | النتيجة | نتيجة المباراة | المناسبة         |
| ----- | ------------- | ---------------------------------------- | --------- | ------- | -------------- | ---------------- |
| 1.    | 31 مارس 2015  | ملعب ميتلايف، نيوجيرسي، الولايات المتحدة | الإكوادور | 2–1     | 2–1            | مباراة ودية      |
| 2.    | 30 يونيو 2015 | ملعب كونثبثيون البلدي، كونثبثيون، تشيلي  | باراغواي  | 2–0     | 6–1            | كوبا أمريكا 2015 |

## الإنجازات

### باريس سان جيرمان
بطولاته مع باريس سان جيرمان، الفريق الوحيد الذي اعتلى منصات التتويج بقميصه:
- الدوري الفرنسي الدرجة الأولى (5): 2012–13، 2013–14، 2014–15، 2015–16، 2017–18
- كأس الأبطال الفرنسي (5): 2013، 2014، 2015، 2016، 2017.
- كأس الرابطة الفرنسية (5): 2013–14، 2014–15، 2015–16، 2016–17، 2017–18
- كأس فرنسا (4): 2014–15، 2015–16، 2016–17، 2017–18
- المجموع:19 لقباً [145]

### الفردية
- أفضل لاعب شاب في الدوري الإيطالي: 2010[21]
- تشكيلة العام في الدوري الفرنسي: 2014–15[69]
- ضمن قائمة مجلة "Don Balon" لأفضل 100 لاعب شاب في العالم: 2010.[146]
- لاعب الشهر في الدوري الفرنسي: سبتمبر 2011،[147] نوفمبر 2014،[148] مارس 2015،[149] أبريل 2015[150]
- النجم الذهبي المقدمة من مجلة فرانس فوتبول لأفضل لاعب في الدوري الفرنسي: 2014–15[151]
- رجل نهائي كأس الرابطة الفرنسية: 2016.[79]

## الملاحظات
1. ↑  فرنسا تحتل المرتبة الرابعة في قائمة أكثر الدول التي تأخذ نسبة ضرائب في العالم حسب منظمة التعاون الاقتصادي والتنمية.[137]

1. ↑  تشمل كأس إيطاليا، وكأس فرنسا، وكأس الرابطة الفرنسية، وكأس الأبطال الفرنسي
2. ↑  تشمل كوبا ليبرتادوريس، وكوبا سود أمريكانا، ودوري أبطال أوروبا، والدوري الأوروبي، وكأس السوبر الأوروبي

## وصلات خارجية
- الموقع الرسمي
- خافيير باستوري على موقع الاتحاد الدولي (مؤرشف)  (الإنجليزية)
- خافيير باستوري على موقع الاتحاد الأوربي (الإنجليزية)
- خافيير باستوري على موقع إي إس بي إن إف سي (الإنجليزية)
- خافيير باستوري على موقع قاعدة بيانات كرة القدم.إي يو (الإنجليزية)
- خافيير باستوري على موقع بيانات كرة القدم. دي إي (الألمانية)
- خافيير باستوري على موقع ليكيب (الفرنسية)
- خافيير باستوري على موقع ناشيونال فوتبول تيمز (الإنجليزية)
- خافيير باستوري على موقع Soccerbase.com (لاعب) (الإنجليزية)
- خافيير باستوري على موقع Soccerway.com (الإنجليزية)
- خافيير باستوري على موقع عالم كرة القدم.نت (الإنجليزية)
- موقع باريس سان جيرمان – خافيير باستوري
- خافيير باستوري - صفحة اللاعب على موقع كووورة
- الملف الشخصي على إي إس بي إن